# Австралийско-руандийские отношения
Австралийско-руандийские отношения — двусторонние дипломатические отношения между Австралией и Руандой.

## История
Дипломатические отношения были установлены 9 мая 2007 года. Партнерские отношения с Австралией варьируются от стипендий, выдаваемых студентам в Руанде, до торговых связей с Австралией. В 2011 году Австралия заняла 14-е место в качестве основного экспортного направления Руанды, а Руанда — 33-е место в качестве основного источника импорта Австралии. 